# مسئله ۱۰۰٬۰۰۰ ساله
مسئله ۱۰۰٬۰۰۰ ساله (همچنین مسئله ۱۰۰ ژول یا مسئله ۱۰۰ ژول) در نظریه نیروی مداری میلانکوویچ به اختلاف بین رکورد دمای زمین‌شناسی بازسازی‌شده و مقدار بازسازی‌شده تابش خورشیدی ورودی یا تابش در طول ۸۰۰۰۰۰ سال گذشته اشاره دارد. به دلیل تغییرات در مدار زمین، میزان تابش با دوره‌های حدود ۲۱۰۰۰، ۴۰۰۰۰، ۱۰۰۰۰۰ و ۴۰۰۰۰۰ سال تغییر می‌کند. تغییرات در میزان انرژی خورشیدی تابشی، تغییراتی را در آب و هوای زمین ایجاد می‌کند و به عنوان یک عامل کلیدی در زمان شروع و پایان یخبندان شناخته می‌شود.

به عنوان نماینده دما، برای ۶۰۰۰۰۰ سال گذشته (میانگینی از چندین نمونه کربنات رسوبی اعماق دریا)

اگرچه یک چرخه میلانکوویچ در محدوده ۱۰۰۰۰۰ سال وجود دارد که مربوط به خروج از مرکز مداری زمین است، اما سهم آن در تغییر در تابش خورشیدی بسیار کمتر از سهم تقدیمی و انحراف مداری است. مسئله ۱۰۰۰۰۰ سال به فقدان توضیح واضح برای دوره تناوب عصرهای یخبندان در حدود ۱۰۰۰۰۰ سال برای یک میلیون سال گذشته اشاره دارد، اما نه قبل از آن، زمانی که دوره تناوب غالب مربوط به ۴۱۰۰۰ سال بود. گذار غیرقابل توضیح بین دو رژیم تناوبی به عنوان گذار پلیستوسن میانی شناخته می‌شود که قدمت آن به حدود ۸۰۰۰۰۰ سال پیش برمی‌گردد.
مسئلهٔ مرتبط ۴۰۰۰۰۰ ساله به فقدان یک دورهٔ تناوب ۴۰۰۰۰۰ ساله به دلیل خروج از مرکز مداری در داده‌های دمای زمین‌شناسی طی ۱٫۲ میلیون سال گذشته اشاره دارد.
اکنون می‌توان گذار در دوره تناوب از ۴۱۰۰۰ سال به ۱۰۰۰۰۰ سال را در شبیه‌سازی‌های عددی که شامل روند کاهشی کربن دی‌اکسید و حذف رگولیت ناشی از یخچال طبیعی است، همان‌طور که با جزئیات بیشتر در مقاله «گذار اواسط پلیستوسن» توضیح داده شده است، بازتولید کرد.

## شناخت چرخه ۱۰۰٬۰۰۰ ساله

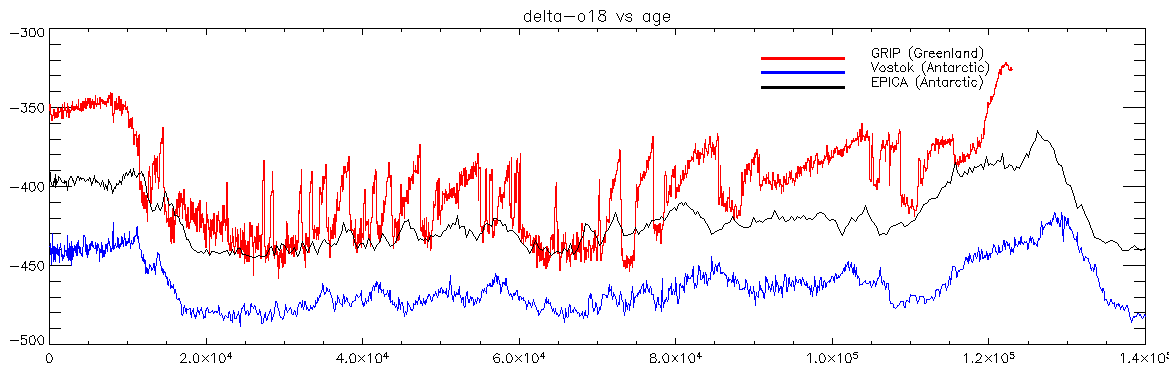
الف δ ۱۸ Oرکورد ۱۴۰٬۰۰۰ سال گذشته از هسته‌های یخی گرینلند (NGRIP) و قطب جنوب (EPICA، وستوک)

رکورد دمای زمین‌شناسی را می‌توان از شواهد رسوبی بازسازی کرد. شاید مفیدترین شاخص دمای دیرینه برای آب و هوای گذشته، تجزیه ایزوتوپ‌های اکسیژن باشد که با δ۱۸۰ نشان داده می‌شود. این تجزیه عمدتاً توسط مقدار آب محبوس شده در یخ و دمای مطلق سیاره کنترل می‌شود و امکان ساخت یک مقیاس زمانی از مراحل ایزوتوپ دریایی را فراهم کرده است.
تا اواخر دهه ۱۹۹۰، δ۱۸ O داده‌های ثبت‌شده از هوا (در هسته یخی وستوک) و رسوبات دریایی در دسترس بودند و با تخمین‌های تابش خورشیدی مقایسه شدند، که باید هم بر دما و هم بر حجم یخ تأثیر بگذارد. همان‌طور که توسط شاکلتون (۲۰۰۰) شرح داده شده است، داده‌های رسوب اعماق دریا از δ ۱۸ O «تحت سلطه یک چرخه ۱۰۰۰۰۰ ساله است که به‌طور جهانی به عنوان ریتم اصلی عصر یخبندان تفسیر می‌شود». شاکلتون (۲۰۰۰) مقیاس زمانی هسته یخی وستوک δ ۱۸ O را تنظیم کرد. رکورد را برای تطبیق با نیروی مداری فرضی تنظیم کردند و از تحلیل طیفی برای شناسایی و تفریق مؤلفه‌ای از رکورد که در این تفسیر می‌توانست به یک پاسخ خطی (متناسب مستقیم) به نیروی مداری نسبت داده شود، استفاده کردند. سیگنال باقیمانده (باقیمانده)، هنگامی که با باقیمانده از یک رکورد ایزوتوپ هسته دریایی که به‌طور مشابه تنظیم مجدد شده بود، مقایسه شد، برای تخمین نسبت سیگنالی که به حجم یخ نسبت داده می‌شد، استفاده شد و بقیه (با تلاش برای در نظر گرفتن اثر دول) به تغییرات دما در آب‌های عمیق نسبت داده شد.
مشخص شد که مؤلفه ۱۰۰۰۰۰ ساله تغییرات حجم یخ با رکوردهای سطح دریا بر اساس تعیین سن مرجان‌ها مطابقت دارد و همان‌طور که اگر خروج از مرکز مداری مکانیسم سرعت‌گیری باشد، انتظار می‌رود، خروج از مرکز مداری چندین هزار سال عقب‌تر است. «جهش‌های» غیرخطی قوی در رکورد در زمان یخ‌زدایی ظاهر می‌شوند، اگرچه تناوب ۱۰۰۰۰۰ ساله قوی‌ترین تناوب در این رکورد «خالص» حجم یخ نبود.
مشخص شد که رکورد جداگانه دمای اعماق دریا، همانند دمای قطب جنوب و کربندی‌اکسید، مستقیماً با خروج از مرکز مداری تغییر می‌کند؛ بنابراین به نظر می‌رسد خروج از مرکز مداری تأثیر فوری زمین‌شناسی بر دمای هوا، دمای اعماق دریا و غلظت کربن دی‌اکسید جو دارد. شاکلتون انرژی (۲۰۰۰) نتیجه گرفت: "تأثیر خروج از مرکز مداری احتمالاً از طریق تأثیر بر غلظت کربن دی‌اکسید جو وارد رکورد دیرینه اقلیمی می‌شود.
الکیبی و ریال (۲۰۰۱) چرخه 100 ka را به عنوان یکی از پنج چالش اصلی که مدل میلانکوویچ از نیروی مداری عصر یخبندان با آن مواجه است، شناسایی کردند.

## فرضیه‌هایی برای توضیح مسئله

اثر تغییرات انحراف، همراه با حرکت تقدیمی، ممکن است توسط انحراف مداری تشدید شود.

از آنجایی که دوره تناوب ۱۰۰۰۰۰ ساله تنها بر آب و هوای میلیون سال گذشته غالب است، اطلاعات کافی برای جداسازی فرکانس‌های مؤلفه‌های خروج از مرکز با استفاده از تحلیل طیفی وجود ندارد، که تشخیص قابل اعتماد روندهای بلندمدت قابل توجه را دشوارتر می‌کند، اگرچه تحلیل طیفی از سوابق دیرینه‌اقلیمی بسیار طولانی‌تر، مانند پشته هسته‌های دریایی لیزیکی و ریمو و سابقه ایزوتوپی مرکب جیمز زاچوس، به قرار دادن میلیون سال گذشته در یک زمینه بلندمدت‌تر کمک می‌کند. از این رو هنوز هیچ اثبات روشنی از مکانیسم مسئول دوره تناوب ۱۰۰ ka وجود ندارد. اما چندین فرضیه معتبر وجود دارد.

### گرد و غبار و آلبدو
گفته شده است که بازتاب صفحه یخی و گرد و غبار مسئول این امر هستند. بازتاب بالای صفحات یخی شمالی در برابر گرمایش آب و هوایی از حداکثر میلانکوویچ مقاومت می‌کند، مگر اینکه با گرد و غبار پوشیده شده باشند. دوره‌های گرد و غبار درست قبل از هر دوره گرمایش بین یخچالی رخ می‌دهند و ادعا می‌شود که کاهش بازتاب صفحات یخی شمالی در نتیجه آن به گرمایش بین یخچالی کمک می‌کند. گفته می‌شود دوره‌های گرد و غبار ناشی از کربن دی‌اکسید کم اتمسفر است که باعث ایجاد بیابان‌های کربن دی‌اکسید در مناطق مرتفع شمال چین می‌شود و گرد و غبار حاصل از آن فلات لس را ایجاد کرده و صفحات یخی شمالی را می‌پوشاند.

### نوسان درخشندگی خورشید
مکانیسمی که ممکن است نوسانات دوره‌ای در درخشندگی خورشید را توضیح دهد نیز به عنوان توضیحی پیشنهاد شده است. امواج انتشاری که در خورشید رخ می‌دهند را می‌توان به گونه‌ای مدل‌سازی کرد که تغییرات اقلیمی مشاهده شده روی زمین را توضیح دهند.

### فتوسنتز خشکی در مقابل فتوسنتز اقیانوسی

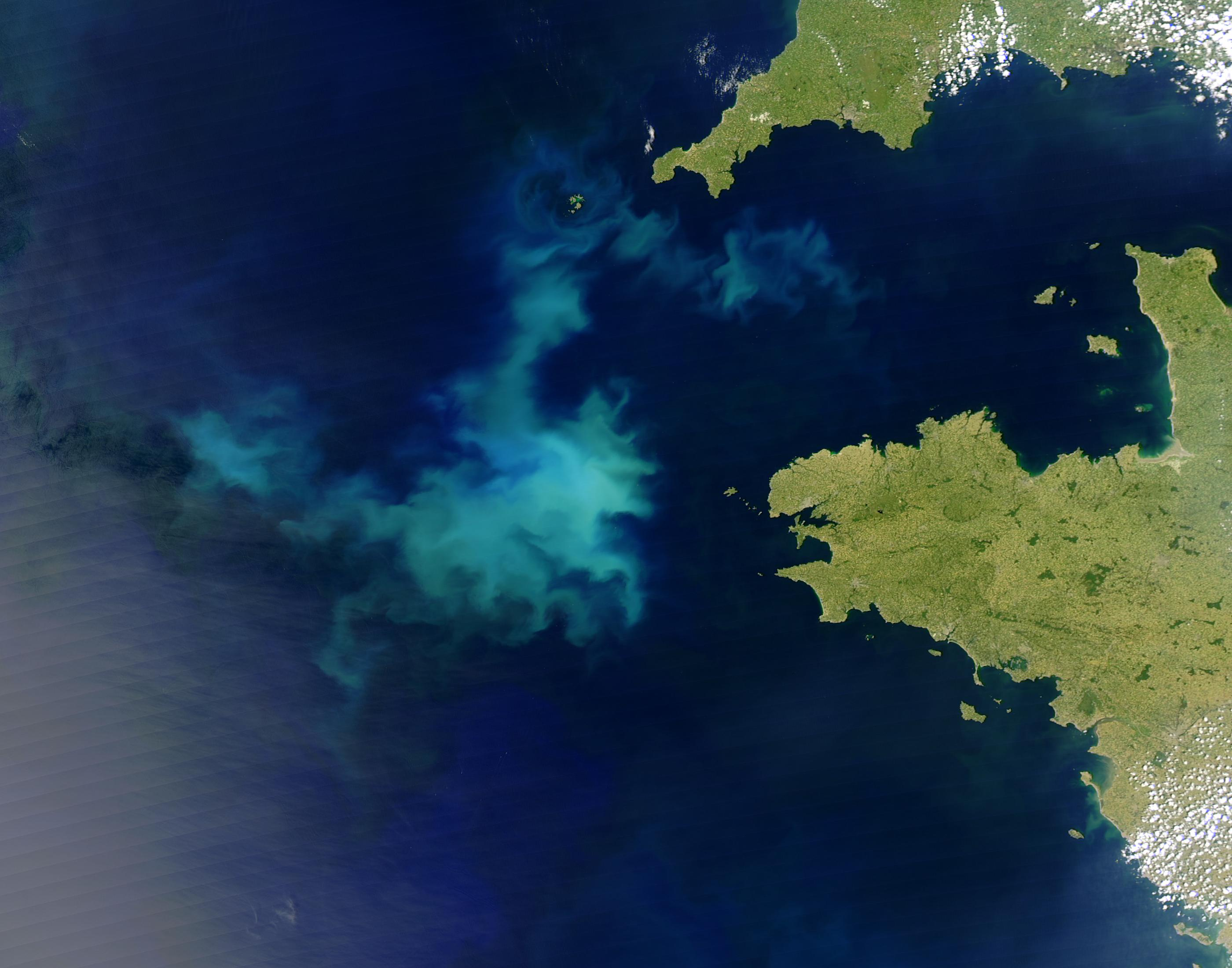
شکوفایی جلبکی. اهمیت نسبی فتوسنتز در خشکی و دریا ممکن است در یک بازه زمانی ۱۰۰۰۰۰ ساله نوسان داشته باشد.

اثر دول روندهای δ۱۸۰ را توصیف می‌کندناشی از روندهای اهمیت نسبی فتوسنتزکنندگان ساکن خشکی و اقیانوس. چنین تغییری دلیل محتملی برای این پدیده است.